# All the Sad Young Men
All the Sad Young Men — студийный альбом американской певицы Аниты О’Дэй, выпущенный в 1962 году на лейбле Verve Records. Аранжировки для альбома подготовил Гэри Макфарланд, продюсировал запись Крид Тейлор.

## Об альбоме
О’Дэй назвала эту сессию в своих мемуарах «самой странной». Для альбома аранжировщик Гэри МакФарланд записал оркестровые треки в Нью-Йорке. Сама певица также готовилась к поездке в «большое яблоко», однако перед самым выездом ей пришло письмо с готовой фонограммой. Описала она процесс записи так: «Джон проигрывал записи с рассвета до полуночи, пока я изучала их. В одном месте было написано „ad lib“. Вот и всё — ничего о нотах, аккордах и времени, просто импровизация. Я не думала, что у меня получится, но мы слушали и слушали. В назначенный день я пришла в студию, встала на ящик перед стендом с графиками и запела в микрофон под музыку, которая доносилась из коробок на стене». Личная встреча О’Дэй с Макфарландом произошла только пять лет спустя.
По мнению критика Уилла Фридуолда, это были самые современные аранжировки из всех, что она когда-либо получала: «в них использовались диссонирующие, полуклассические голоса духовых и язычковых инструментов, не говоря уже о сложных ритмических узорах, выходящих далеко за рамки свинга, что делало её более привлекательной». Но в то же время этот альбом содержит больше примеров исполнения О’Дэем старомодного блюза, чем любой другой альбом. Также это последний её чисто джазовый альбом, в последующем она будет примешивать поп-музыку.

## Отзывы критиков
| Оценки критиков               | Оценки критиков |
| Источник                      | Оценка          |
| ----------------------------- | --------------- |
| AllMusic                      | [ 4 ]           |
| Encyclopedia of Popular Music | [ 5 ]           |
| The Penguin Guide to Jazz     | [ 6 ]           |

Ричард С. Джинелл из AllMusic написал: «На этом альбоме ей была предоставлена коллекция блестящих, сложных оркестровок биг-бэнда, любезно сделанных 27-летним начинающим мастером по имени Гэри МакФарланд, который смешивал инструментальные голоса и изменения темпа в капризных, бурных комбинациях. Тем не менее, это дань уважения способностям О’Дэй в том, что она заставляет всё звучать легко, демонстрируя необычайную даже для неё свободу во фразировании и импровизации». В журнале Billboard заявили, что это прекрасный альбом, на котором О’Дэй находится в отличной форме и предлагает песни со стилем и изобретательностью, которые всегда отличали её творчество. В рецензии Cash Box заявили, что Анита О’Дэй долгое время считалась одной из самых выдающихся джазовых вокалисток современности, и этот альбом прекрасно демонстрирует её таланты. В журнале Life отметили, что исполнение О’Дэй «вызывает удовольствие». Нэт Хентофф из Stereo Review: в своей рецензии написал: «Мисс О’Дэй, крупный и оригинальный стилист, всегда вызывает интерес благодаря качеству своей музыкальности, экспертному чувству времени и хрипловатой интенсивности своего голоса … Гэри МакФарланд написал вдумчивые, иногда остроумные и постоянно удивляющие аранжировки. Тем не менее, мисс О’Дэй звучит слишком сдержанно в большинстве треков. Не хватает свободных мест, в которых она могла бы импровизировать. МакФарланд забыл, что она проявляет себя наилучшим образом, когда обстановка позволяет ей действовать наиболее спонтанно. В результате джазовое содержание альбома было разбавлено чрезмерной заумностью. Есть несколько отрывков безудержной игривости мисс О’Дэй и инструментальных соло, но их слишком рано приводят обратно к порядку. Аранжировки, какими бы изобретательными они ни были, следовало безжалостно исправлять».

## Список композиций
1. «Boogie Blues» (Ремо Бьонди, Джин Крупа) — 3:44
2. «You Came a Long Way from St. Louis» (Джон Бенсон Брукс, Боб Расселл) — 4:12
3. «I Want to Sing a Song» (Марго Гурьян, Гэри Макфарленд) — 2:42
4. «A Woman Alone with the Blues» (Уиллард Робисон) — 3:18
5. «The Ballad of the Sad Young Men» (Фрэн Ландесман, Томми Вулф) — 4:23
6. «Do Nothing till You Hear from Me» (Дюк Эллингтон, Боб Расселл) — 4:08
7. «One More Mile» (Гэри Макфарланд, Бобби Пакстон) — 2:39
8. «Night Bird» (Эл Кон, Китти Мэлон) — 3:56
9. «Up State» (Гэри Макфарланд) — 2:30
10. «Señor Blues» (Хорас Сильвер) — 2:45

## Участники записи
- Аранжировка — Гэри МакФарланд
- Вокал — Анита О’Дэй
- Гитара — Барри Гэлбрейт
- Кларнет — Уолтер Левински
- Кларнет, саксофон-альт — Фил Вудс
- Саксофон-тенор — Джером Ричардсон, Зут Симс
- Тромбон — Боб Брукмейер, Вилли Деннис
- Труба — Херб Померой
- Фортепиано — Хэнк Джонс